# Fay Chung
Fay King Chung (sinh tháng 3 năm 1941) là một nhà giáo dục người Zimbabwe và là một ứng viên độc lập cho cuộc bầu cử thượng nghị viện Zimbabwe tháng 3 năm 2008. Bà là một trong những người ủng hộ công chúng độc lập của ứng cử viên tổng thống độc lập, Simba Makoni, người đã tuyên bố ứng cử tổng thống vào đầu tháng 2 năm 2008.
Bà là Thứ trưởng Bộ Hành chính của Bộ Giáo dục từ 1980 đến 1988 và Bộ trưởng Bộ Giáo dục trong nội các của Tổng thống Robert Mugabe. từ năm 1988 đến năm 1993. Năm 1980, 5% dân số da đen ở Zimbabwe được tiếp cận với giáo dục cơ bản do các trường công lập cung cấp (tại thời điểm đó các trường truyền giáo cung cấp phần lớn giáo dục cơ bản); đến năm 1993, Zimbabwe đã đạt được tỷ lệ giáo dục tiểu học 95%.
Chung đã làm việc để mở rộng tiếp cận giáo dục và đưa các nguyên tắc 'giáo dục với sản xuất' vào chương trình giảng dạy ở Zimbabwe và các nước đang phát triển khác.

## Những năm đầu
Fay Chung được sinh ra tại thuộc địa tự trị của Anh ở miền Nam Rhodesia, thế hệ thứ ba của một gia đình nhập cư Trung Quốc. Ông của bà, Yee Wo Lee, con trai thứ năm của một gia đình nông dân Trung Quốc lớn, di cư đến Rhodesia vào năm 1904 ở tuổi mười bảy và trở thành một chủ quán cà phê thành công. 
Cha bà là một doanh nhân thành công được gọi là Chu Yao Chung. Mẹ của bà, Nguk Sim Lee, là một y tá được đào tạo tại Trung Quốc, đã di cư đến Rhodesia để kết hôn. Mẹ cô đã chết trong khi sinh nở khi Fay Chung mới chỉ ba tuổi. Sau cái chết của mẹ cô, Fay Chung và hai chị em của bà đã được ông và bà ngoại nuôi dưỡng, được một bà em gái Shona tên là Elina hỗ trợ.

## Giáo dục
Fay Chung đã theo học trường tiểu học Ấn Độ và châu Á tên là Louis Mountbatten, được đặt tên theo Viceroy của Ấn Độ. Hiệu trưởng là một người Ấn Độ Nam Phi từ Durban gọi là V.S. Naidoo, người đã thuyết phục cha của Fay Chung, một người bảo thủ và là người theo chủ nghĩa truyền thống, cho phép bà trở thành một giáo viên nội trú cho trường Trung học sáng lập, gần đây đã mở trường trung học đầu tiên cho người châu Á và người da màu.

## Lý lịch
Chung lớn lên trong một gia đình Công giáo La Mã ở Rhodesia (nay là Zimbabwe) vào những năm 1950 và được đào tạo như một nhà giáo dục tại Đại học Zimbabwe (sau đó gọi là Đại học Rhodesia) và năm 1968 tiếp tục lấy bằng sau đại học về giáo dục và một bậc thầy về triết học trong văn học Anh tại Đại học Leeds. Gần đây nhất, Chung có bằng Cử nhân kinh tế của Trường Nghiên cứu Đông phương và Châu Phi của Đại học London (SOAS).
Trong những năm 1960, Chung dạy học sinh nghèo tại một trong những thị trấn Rhodesian lớn nhất ở Gwelo vào đầu những năm 70 đã trở thành giảng viên tại Khoa Giáo dục tại Đại học Zambia. Ở Zambia, bà trở thành người ủng hộ của phong trào dân tộc Phi.
Với sự leo thang của cuộc chiến tranh du kích bên trong Rhodesia, năm 1973 Chung gia nhập Liên minh Quốc gia châu Phi Zimbabwe (ZANU). Sự tham gia của bà với một tổ chức chính trị bị cấm đã khiến bà lưu vong ở Tanzania, và sau đó là Mozambique vào giữa những năm 70 và cuối thập niên 70, nơi bà học được cách nói tiếng Shona trôi chảy.
Vai trò ban đầu của bà trong ZANU là trong Bộ Thông tin và Truyền thông; sau đó bà trở thành quan chức cấp cao chịu trách nhiệm thực hiện chương trình đào tạo giáo viên và phát triển chương trình giảng dạy trong các trại tị nạn.